# Kulturåret 1712

## Händelser
- okänt datum – Ärkebiskop Haquin Spegel ger ut en svensk ordbok.
- okänt datum – Carl Michael Bellmans förebild till figuren Fredman i sångsamlingarna Fredmans epistlar föds.

## Födda
- 17 januari – John Stanley (död 1786), brittisk tonsättare, organist och violinist.
- 20 januari – Christoph Carl Ludwig von Pfeil (död 1784), tyskt Geheimeråd och psalmförfattare.
- 31 mars – Anders Johan von Höpken (död 1789), riksråd och ledamot av Svenska Akademien.
- 14 juni – Sajat-Nova (död 1795), armenisk musiker, poet och diplomat.
- 28 juni – Jean-Jacques Rousseau (död 1778), schweizisk-fransk författare och politisk filosof.
- 5 oktober - Francesco Guardi (död 1793), italiensk målare, främst verksam inom vedutamåleriet.
- okänt datum – Joseph Hart (död 1768), kongregationalistisk präst i London och psalmförfattare.
- okänt datum – Peter Lindahl (död 1792), svensk skådespelare.
- okänt datum – Elisabeth Mooij (död 1759), holländsk skådespelare.
- okänt datum – Sophia Schröder (död 1750), vokalist vid Hovkapellet.
- okänt datum – Johann Andreas Silbermann (död 1783), tysk-fransk orgel- och klaverbyggare.

## Avlidna
- 2 mars – Lorenzo Magalotti (född 1637), italiensk diplomat och författare.
- 30 mars – Johan Friederich Mayer (född 1650), Generalsuperintendent och psalmförfattare.
- 28 april – Ernst Stockmann (född 1634), kyrkoråd och psalmförfattare.
- 7 augusti – Friedrich Wilhelm Zachau (född 1663), tysk kompositör.
- 12 september – Jan van der Heyden (född 1637), nederländsk målare och ingenjör.